# La Frette (Isère)
La Frette é uma comuna francesa na região administrativa de Auvérnia-Ródano-Alpes, no departamento de Isère. Estende-se por uma área de 11,8 km². Em 2010 a comuna tinha 1 114 habitantes (densidade: 94,4 hab./km²).